# Diplodia orae-maris
Diplodia orae-maris är en svampart som beskrevs av Linder 1944. Diplodia orae-maris ingår i släktet Diplodia och familjen Botryosphaeriaceae.   Inga underarter finns listade i Catalogue of Life.